# Gona Dragusha
Marigona «Gona» Dragusha (23 de septiembre de 1990, Pristina, Kosovo) es una modelo y exreina de belleza kosovar ganadora del Miss Universo Kosovo 2009 y segunda finalista del Miss Universo 2009.

## Concursos de belleza

### Miss Universo Kosovo 2009
Gona Dragusha ganó su título nacional, Miss Universo Kosovo, el 4 de abril de 2009 y fue coronada por su predecesora Zana Krasniqi, ganando el derecho de representar a su país en el Miss Universo 2009 en las islas Bahamas, siendo la segunda vez que Kosovo participa en el certamen mundial.

### Miss Universo 2009
Gona representó a su país en el Miss Universo 2009 donde desde su llegada fue una de las grandes favoritas para llevarse la corona que hasta el momento ostentaba la venezolana Dayana Mendoza, al final del evento Gona quedó posicionada como segunda finalista solo por detrás de la primera finalista (Ada Aimeé de la Cruz) de República Dominicana y de la eventual ganadora Stefania Fernández de Venezuela. Sin Embargo, La Primera Finalista, Ada Aimee de la Cruz, renunció al título de primera finalista por motivo de que se postuló para participar a la canditura de su municipio y ganó por lo que se vio obligada a renunciar a su título de 1.ª finalista su lugar lo ocupó su 2.ª finalista (Gona). Cabe destacar que con la representación de Gona en el Miss Universo, Kosovo alcanza hasta ahora su máxima participación en el certamen.

## Vida personal
Gona es una joven estudiante y modelo. Además de su lengua natal (albanés), Marigona habla inglés y español. este último lo aprendió viendo telenovelas de América Latina.
Después de participar en Miss Universo, Gona participó en un desfile de modas en Albania, junto con Hasna Xhukiçi.
Actualmente Gona se encuentra casada con un ingeniero de Albania, tienen un hijo y viven en Nueva York.